# Cochrane (organisation)

Cochrane, tidigare Cochrane Collaboration, är en världsomspännande organisation som tillämpar en rigorös och systematisk process för undersöka det tillgängliga underlaget av vetenskapliga studier som ligger till grund för användandet av olika undersöknings- och behandlingsmetoder inom medicinen. Genom att värdera det vetenskapliga underlaget sammanställer man utlåtanden om olika metoders vetenskaplighet och reviderar fortlöpande sina egna bedömningar.

## Bakgrund
Samarbetet utvecklades som svar på Archie Cochranes önskan om uppdaterade, systematiska sammanställningar av alla relevanta randomiserade kontrollerade studier inom sjukvården.
Cochranes förslag om att metoderna för att sammanställa och uppdatera sammanställningar av randomiserade, kontrollerade vetenskapliga studier vid graviditet och barnfödsel skulle tillämpas mer utsträckt togs upp av Research and Development Programme, som initierades för att stödja Storbritanniens National Health Services. Pengar tillsköts för att skapa ett Cochrane Centre för att kunna samarbeta med andra i Storbritannien och annorstädes för att underlätta systematiska sammanställningar av randomiserade kontrollerade studier inom alla terapiområden av hälsovård.  
Cochrane Collaboration grundades 1993 under ledning av Iain Chalmers. Organisationen har 13 000 medlemmar och över 50 000 supporters i mer än 130 länder. 
Cochrane Sverige lanserades den 16 maj 2017 i Lund som ett associerat center till Nordic Cochrane Centre. År 2020 blev Cochrane Sverige ett oberoende centrum.